# Metabolismusrate
Die Metabolismusrate oder Stoffwechselrate ist eine Größe, welche in der Zoologie Verwendung findet. Sie gibt den Energieumsatz pro Zeitspanne, bezogen auf einen Organismus, an. Sie lässt sich kalorimetrisch mit der Energieabgabe eines Lebewesens bestimmen, womit man jedoch nur den Teil des Energieumsatzes bestimmen kann, welcher als Wärme frei wird. Bei aeroben Lebewesen lässt sich die Metabolismusrate durch das oxikalorische Äquivalent (die Veratmung von einem Liter Sauerstoff liefert ca. 20 kJ) bestimmen, indem man entweder die Menge des verbrauchten Sauerstoffs oder des entstandenen Kohlenstoffdioxids misst.

## Spezifische Metabolismusrate
Die Spezifische Metabolismusrate, auch als Stoffwechselintensität bezeichnet, gibt den Energieumsatz pro Zeitspanne und Masse (Körpergewicht) an. Mit zunehmender Masse eines Lebewesens nimmt sie exponentiell ab. Jedoch ist sie auch von weiteren Faktoren, wie der Körperform, dem Gefäßsystem und dem Organisationsniveau des Organismus, abhängig.